# アントラサイクリン
アントラサイクリン（anthracycline）類あるいはアントラサイクリン系抗生物質（anthracycline antibiotics）は、ストレプトマイセス属微生物Streptomyces peucetius var. caesiusに由来するがん化学療法に用いられる薬剤の一群である。アンスラサイクリンと称されることもある。
これらの化合物は、白血病、リンパ腫、乳がん、子宮がん、卵巣がん、肺がんを含む多くのがんの治療に用いられている。
アントラサイクリン類は、これまで開発された中でも非常に効果的な抗がん治療であり、その他の抗がん剤よりも多くの種類のがんに対して有効である。主な副作用は心毒性であり、このため有用性がかなり制限されている。その他の副作用には嘔吐などがある。
初めて発見されたアントラサイクリンは、放線菌Streptomyces peucetiusによって天然で生産されているダウノルビシンである。ドキソルビシンは程なく開発され、その他多くの関連化合物が続いたが、臨床で使用されているものはほとんどない。

## 例
- ダウノルビシン（ダウノマイシン）
- ダウノルビシン（リポソーム製剤）
- ドキソルビシン（アドリアマイシン）
- ドキソルビシン（リポソーム製剤）
- エピルビシン
- アムルビシン
- イダルビシン
- バルルビシン（膀胱がん治療にのみ使用される）
- アクラルビシン
- ピラルビシン
- ミトキサントロン（アントラサイクリンアナログ）

## 作用機序
アントラサイクリンには3つの作用機序がある。
1. DNA/RNA鎖の塩基対間にインターカレーションすることによってDNAおよびRNA合成を阻害する。ゆえに増殖の速いがん細胞の複製を妨げる[5]。
2. II型トポイソメラーゼを阻害し、DNAスーパーコイルの弛緩を妨げる。これによってDNA転写およびDNA複製を妨げる。ある研究では、II型トポイソメラーゼ阻害剤は、トポIIと核酸基質の解離に必要なトポIIのターンオーバーを妨害するとされる[6][7]。
3. DNAおよび細胞膜に損傷を与える鉄媒介酸素ラジカルを発生させる[5]。